# Hans-Jürgen Köper
Hans-Jürgen Köper (meist nur Jürgen ~, * 29. August 1951 in Bochum) ist ein ehemaliger deutscher Fußballspieler, der als Aktiver des VfL Bochum in den Jahren 1971 bis 1979 in der Fußball-Bundesliga 143 Spiele absolviert und 17 Tore erzielt hat.

## Laufbahn
Von dem Stadtteilverein SG Preußen Ehrenfeld war der Jugendspieler Hans-Jürgen Köper 1968 in die A-Jugend des in der Fußball-Regionalliga West spielenden VfL Bochum gekommen. Mit den Bochumer A-Junioren zog er 1969 nach dem Gewinn der westdeutschen Meisterschaft und einem 2:0-Erfolg im Halbfinale gegen Hertha BSC in das erstmals ausgetragene Finale um die deutsche Meisterschaft der A-Junioren ein. Am 13. Juli 1969 holte sich die Spielmacherhoffnung mit seinen Mannschaftskameraden durch einen 5:3-Sieg – nach einem 0:3 Halbzeitrückstand – gegen den 1. FC Saarbrücken den deutschen Meistertitel.
In der Runde 1970/71 debütierte er durch die Einwechslung von Trainer Hermann Eppenhoff am ersten Spieltag in der Fußball-Regionalliga West. Zur zweiten Halbzeit wurde der Nachwuchsspieler beim 4:1-Heimsieg am 16. August 1970 gegen Hamborn 07 für Hans Grieger in der Offensive eingewechselt. Köper absolvierte in seiner ersten Saison im Seniorenbereich 26 Regionalligaspiele und erzielte fünf Tore. Die VfL-Mannschaft holte sich um die Leistungsträger Hans-Werner Hartl (18 Tore), Werner Krämer und Hans Walitza (28 Tore) punktgleich vor Fortuna Düsseldorf und mit einem Punkt Vorsprung gegenüber dem Wuppertaler SV die Meisterschaft im Westen. In der Bundesligaaufstiegsrunde setzte sich das Team vom Stadion an der Castroper Straße überlegen mit 14:2 Punkten gegen die Konkurrenten VfL Osnabrück, FK Pirmasens, Karlsruher SC und Tasmania 1900 Berlin durch und stieg in die Bundesliga auf.
Im ersten Bundesligajahr 1971/72 kam Köper auf 17 Einsätze und erzielte zwei Tore. Im ersten Trainerjahr von Heinz Höher, 1972/73, gehörte er aber mit 32 Einsätzen und drei Treffern wie auch Werner Balte, Hans-Günter Etterich und Michael Lameck der Stammelf an. In der folgenden Runde hatte er aber erstmals mit langwierigen Verletzungsfolgen zu kämpfen und konnte dem VfL nur in neun Spielen zur Verfügung stehen. In der Saison 1975/76 bestritt er zusammen mit Torhüter Werner Scholz und den Feldspielern Michael Lameck, Franz-Josef Tenhagen und Heinz-Werner Eggeling alle 34 Rundenspiele und erzielte vier Tore. Beim Auswärtsspiel am 5. Februar 1977 gegen den MSV Duisburg zog er sich nach einem Zusammenprall mit Detlef Pirsig einen Schien- und Wadenbeinbruch zu und damit war die Runde nach 20 Einsätzen für ihn beendet war. Die Verletzungsfolgen führten sogar dazu, dass Köper die gesamte Runde 1977/78 kein Pflichtspiel für Bochum bestreiten konnte. In der Serie 1978/79 versuchte das VfL-Eigengewächs und Hoffnungsträger auf die Nachfolge des ehemaligen Spielmachers Werner Krämer nochmals ein Comeback. Es klappte auch mit den ersten sechs Spieltagen, aber nach seiner Auswechslung am 27. Oktober 1978 in der Halbzeit beim Spiel gegen Werder Bremen – er wurde durch Hermann Gerland ersetzt – wegen der erneut auftretenden Beschwerden an den alten Verletzungen (Beinbruch, Knöchelabsplitterung), beendete Hans-Jürgen Köper mit 27 Jahren seine Spielerkarriere.
Im Jahr 1980 wurde der ausgebildete Steuerberater zum Sportinvaliden erklärt. Er betreibt seither mehrere große Spielhallen in Bochum und ist an weiteren beteiligt.